# لینگتن (ویرجینیای غربی)
لینگتن(به انگلیسی: Burlington) شهری در ایالت ویرجینیای غربی کشور ایالات متحده آمریکا است که جمعیت آن در سرشماری سال ۲۰۱۰ میلادی، ۱۸۲ نفر بوده‌است.